# Long Châu Hậu
Long Châu Hậu là một tỉnh cũ của Việt Nam Dân chủ Cộng hòa.

## Lịch sử
Ngày 12 tháng 9 năm 1947, Ủy ban Kháng chiến hành chính Nam Bộ (chính quyền Việt Nam Dân chủ Cộng hòa) ban hành Chỉ thị số 50/CT về việc thành lập tỉnh Long Châu Hậu trên cơ sở một phần của tỉnh An Giang và một phần của tỉnh Châu Đốc.
Tỉnh Long Châu Hậu có 6 quận: Tịnh Biên, Tri Tôn, Thốt Nốt, Thoại Sơn, Châu Phú A, Châu Thành (bao gồm 2 tỉnh lỵ: Long Xuyên, Châu Đốc).
Tháng 10 năm 1950, hợp nhất tỉnh Long Châu Hậu và tỉnh Hà Tiên thành tỉnh Long Châu Hà.
Tỉnh này không được chính quyền Quốc gia Việt Nam của Bảo Đại công nhận.
Địa bàn tỉnh Long Châu Hậu nay một phần thuộc tỉnh An Giang, một phần thuộc tỉnh Kiên Giang